# Flying Ducks
A Flying Ducks Tom Hardy 1970-ben (más források szerint 1983-ban) felállított szobra az Amerikai Egyesült Államok Oregon államának Eugene városában, az Oregoni Egyetem Lawrence épületénél.

## Története
Az alkotást 1984-ben adományozta Hugh Klopfenstein és felesége az építészeti intézetnek.
A 6,1×1,2×1,2 méteres szobor alapja 1,2×0,91×0,91 méter. A Willamette épülettől áthelyezett struktúra 1994-ben bekerült a Smithsonian Intézet Save Outdoor Sculpture! programjába.

## Fordítás
- Ez a szócikk részben vagy egészben  a   Flying Ducks című angol Wikipédia-szócikk ezen változatának fordításán alapul.  Az eredeti cikk szerkesztőit annak laptörténete sorolja fel. Ez a jelzés csupán a megfogalmazás eredetét és a szerzői jogokat jelzi, nem szolgál a cikkben szereplő információk forrásmegjelöléseként.